# Prins Alexandre af Belgien
Prins Alexandre af Belgien (Alexandre Emmanuel Henri Albert Marie Léopold) (18. juli 1942 i Laeken – 29. november 2009 i Sint-Genesius-Rode) var en belgisk prins, der var det ældste barn fra Kong Leopold den 3.'s ægteskab med Lilian Baels, prinsesse af Réthy. Han var den yngre halvbror til storhertuginde Joséphine-Charlotte af Luxembourg, kong Baudouin 1. af Belgien og kong Albert 2. af Belgien. 
Han tilhørte huset Sachsen-Coburg-Gotha.